# Абду, Абдельрахман
Абдельрахман Абду (араб. عبد الرحمن سيد عبده‎; род. 30 января 1996) — египетский гандболист, выступает за гандбольный клуб «Аль-Ахли» и сборную Египта по гандболу. Чемпион Африки 2024 года, серебряный призёр Средиземноморских игр 2022 года. Участник летних Олимпийских игр 2024 года.

## Карьера

### Клубная
Абдельрахман Абду играет в ведущем египетском гандбольном клубе «Аль-Ахли» с 2016 года. Выиграл множество чемпионств и стал многократным обладателем кубка Египта.

### Международная карьера в сборной
В 2014 году в составе юношеской сборной Египта завоевал серебряную медаль на летних юношеских Олимпийских грах в Китае.
В составе взрослой сборной Египта Абдельрахман Абду участвовал на чемпионатах мира по гандболу 2017, 2019 и 2021 годов.
В 2018 году на чемпионате Африки в Габоне стал серебряным призёром, а в 2024 году выиграл золотую медаль на турнире, который проходил в Египте.
В августе 2024 года был включён в состав Египта на Олимпийский турнир по гандболу. Сборная Египта уступила в четвертьфинале сборной Испании в дополнительное время со счётом 28:29.